# 田口ランディ
田口 ランディ（たぐち ランディ、1959年10月3日 - ）は、日本の小説家、エッセイスト。本名、けい子。

## 略歴
東京都に生まれ、茨城県筑西市立下館小学校、中学校、下館第二高等学校を卒業後広告代理店、編集プロダクションでのOL生活を経てフリーライターに。1996年、エッセイ『忘れないよ!ヴェトナム』を発表、その後インターネット上でメールマガジンを発行する。2000年6月に長編小説『コンセント』を上梓して小説家としてデビューした。レッド・サークル(Red Circle Authors)のメンバー。
『コンセント』で2000年下半期直木賞候補、『モザイク』で2001年上半期直木賞候補、2004年『富士山』で直木賞候補。性的オカルトを特徴とする。
複数の著作に盗作が発覚し、『アンテナ』『モザイク』は絶版。その後、該当部分を修正した文庫改訂版が出された。
2001年には『できればムカつかずに生きたい』で第1回婦人公論文芸賞を受賞。
主な作品に、『コンセント』『アンテナ』『モザイク』の3部作のほか（コンセント・アンテナは劇場映画化された）、エッセイ『根をもつこと、翼をもつこと』など。

## 著書

### 単著
- 『忘れないよ!ヴェトナム』ダイヤモンド社 1996  のち幻冬舎文庫
- 『癒しの森 ひかりのあめふるしま屋久島』ダイヤモンド社 1997　「ひかりのあめふるしま屋久島」幻冬舎文庫
- 『もう消費すら快楽じゃない彼女へ』晶文社 1999　のち幻冬舎文庫
- 『スカートの中の秘密の生活』洋泉社 1999　のち幻冬舎文庫
- 『馬鹿な男ほど愛おしい』晶文社 2000　のち新潮文庫
- 『ミッドナイト・コール』PHP研究所 2000  のち文庫
- 『コンセント』幻冬舎 2000　のち文庫、新潮文庫
- 『アンテナ』幻冬舎 2000　のち文庫、新潮文庫
- 『できればムカつかずに生きたい』晶文社 2000 のち新潮文庫
- 『田口ランディのつくりかた』(ザ・ロングインタビュー)扶桑社 2001
- 『オカルト』メディアファクトリー 2001 のち新潮文庫
- 『転生』サンマーク出版 2001
- 『昨晩お会いしましょう』幻冬舎 2001 のち文庫
- 『根をもつこと、翼をもつこと』晶文社 2001  のち新潮文庫
- 『その夜、ぼくは奇跡を祈った』大和出版 2001
- 『モザイク』幻冬舎 2001　のち文庫、新潮文庫
- 『ぐるぐる日記』筑摩書房 2001
- 『縁切り神社』幻冬舎文庫 2001
- 『ハーモニーの幸せ』角川書店 2002　のち文庫
- 『神様はいますか? 田口ランディの人生相談』マガジンハウス 2002  のち新潮文庫
- 『7days in Bali』筑摩書房 2002　「オクターヴ」文庫
- 『くねくね日記』筑摩書房 2002
- 『いつか森で会う日まで』PHPエディターズ・グループ 2002
- 『旅人の心得』角川書店 2003  のち文庫
- 『木霊』サンマーク出版 2003
- 『聖地巡礼』メディアファクトリー 2003  「水の巡礼」角川文庫
- 『富士山』文藝春秋 2004　のち文庫
- 『ほつれとむすぼれ』角川書店 2004
- 『ドリームタイム』文藝春秋 2005  のち文庫
- 『ひかりのメリーゴーラウンド』理論社(よりみちパンセ) 2005　のちイースト・プレス
- 『鳥はみずからの力だけでは飛べない』晶文社 2005
- 『世界に抱かれるために。』新潮社 2005
- 『被爆のマリア』文藝春秋 2006  のち文庫
- 『寄る辺なき時代の希望 人は死ぬのになぜ生きるのか』春秋社 2006
- 『ソウルズ』角川文庫 2007
- 『キュア』朝日新聞社 2008 のち文庫
- 『パピヨン』角川学芸出版、2008　のち文庫（副題「死と看取りへの旅」
- 『蝿男』文藝春秋　2009
- 『クレンズの魔法―母たちが娘に伝えてきた秘伝の幸福書』海竜社 2009
- 『宙返りの練習』真宗大谷派宗務所出版部 2009
- 『生きなおすにもってこいの日』バジリコ 2009
- 『蛇と月と蛙』朝日新聞出版 2011
- 『マアジナル』角川書店 2011 のち文庫
- 『アルカナシカ 人はなぜ見えないものを見るのか』角川学芸出版 2011
- 『ヒロシマ、ナガサキ、フクシマ 原子力を受け入れた日本』2011 ちくまプリマー新書
- 『希望のキャンプ ふくしまキッズ夏季林間学校』汐文社 2011
- 『私の愛した男について』角川書店、2011
- 『サンカーラ この世の断片をたぐり寄せて』新潮社 2012
- 『ゾーンにて』文藝春秋 2013　のち文庫
- 『坐禅ガール』祥伝社 2014
- 『仏教のコスモロジーを探して 深くて新しい仏教のいま 田口ランディ対話集』サンガ 2014
- 『「ありがとう」がエンドレス』晶文社 2015
- 『いのちのエール 初女おかあさんから娘たちへ』中央公論新社 2015
- 『リクと白の王国』キノブックス 2015　のちキノブックス文庫
- 『いま幸せになっちゃえ!』晶文社 2016
- 『逆さに吊るされた男』河出書房新社、2017　のち文庫

### 共著
- 『からだのひみつ』寺門琢己共著 メディアファクトリー 2000  のち新潮文庫
- 『こころのひみつ』寺門琢己共著 メディアファクトリー 2002
- 『オラ!メヒコ』 Akira共著 角川文庫 2005
- 『生きててもいいかしら? 生と死をめぐる対話』板橋興宗共著 東京書籍 2008
- 『親鸞 いまを生きる』姜尚中、本多弘之 朝日新書 2011
- 『生きる意味を教えてください-命をめぐる対話』宮台真司他、バジリコ、2008年3月。ISBN 978-4862380722。
- 『「あの世」の準備、できていますか?』矢作直樹共著 マガジンハウス 2014
- 『力(フォース)を使え!』秋山眞人共著 JMA・アソシエイツ 2014
- 『ダウジングって何ですか? 五感を越える。未知の領域へ、アクセスする。』加藤展生共著. ホノカ社, 2017.12
- 『生きてるって、幸せー! : Love & Peace Love編』山田スイッチ イラストと漫画. 地湧社, 2017.7

### その他
- 小澤勲編著『ケアってなんだろう』医学書院〈シリーズ ケアをひらく〉、2006年4月。ISBN 978-4260002660。 - 対談相手の一人

## 出演
- 「知る楽　女（わたし）が愛した作家 太宰治」（2009年10月 NHK教育テレビ）で太宰治について語る
- ヒバクシャからの手紙（2013年8月、NHK）